# Juan Carlos Guzmán
Juan Carlos Guzmán (Buenos Aires, 21 luglio 1941) è un ex calciatore argentino, di ruolo difensore.

## Caratteristiche tecniche
Giocava come difensore; ricoprì il ruolo di centrale difensivo.

## Carriera

### Club
Guzmán debuttò nella prima squadra del Chacarita Juniors nella stagione 1962: la sua formazione giunse al quinto posto in classifica. Dopo aver trascorso anche il campionato 1963 con la maglia dei funebreros decise di trasferirsi all'Independiente di Avellaneda: con la nuova squadra debuttò in Coppa Libertadores, giocando titolare e vincendo la competizione. Prese dunque parte alla Coppa Intercontinentale 1964, giocata contro l'Inter, partendo dall'inizio nella prima e nella terza gara. L'anno seguente ripeté il successo in campo continentale, ma ancora una volta l'Independiente perse contro l'Inter nell'Intercontinentale. Nel 1966 Guzmán lasciò la squadra campione del Sudamerica per accasarsi al River Plate, in cui fu titolare nel ruolo di difensore centrale. Rimase con il club dalla banda rossa dal 1966 al 1970, assommando 125 partite in massima serie argentina e disputando altre due edizioni della Libertadores, 1966 e 1967. Queste furono le sue ultime esperienze in campo internazionale: al termine dell'ultima Libertadores da lui giocata le presenze erano 42. Giocò 14 gare con il Platense di Vicente López nel Metropolitano 1971 prima di lasciare la squadra per il Newell's Old Boys; nel torneo del 1972 vestì la maglia del Banfield. Nel 1973 giocò per il Chacarita, e chiuse la sua carriera in Colombia.

### Nazionale
Con la maglia dell'Argentina prese parte ai Giochi Panamericani del 1963.

## Palmarès
- Coppa Libertadores: 2

Independiente: 1964, 1965